# Cephalocoema furva
Cephalocoema furva är en insektsart som beskrevs av Wiendl 1971. Cephalocoema furva ingår i släktet Cephalocoema och familjen Proscopiidae. Inga underarter finns listade i Catalogue of Life.